# Angkor
Angkor er en stor ruinby i det nordlige Cambodja. Byen var centrum i et rige med samme navn fra 800-tallet til 1400-tallet, hvor byen blev forladt af centraladministrationen, som flyttede til Phnom Penh. Da byen var på sit højeste vurderer man at der boede op mod 1 mio. mennesker i byen Angkor.
Byen blev "genopdaget" af franskmænd i slutningen af det 19. århundrede. Der boede dog stadig mange munke på tempelområdet. Franskmændene begyndte at restaurere bygningerne, en proces der stadig foregår. Mange templer var overtaget af junglen og derfor svært skadede. Nogle templer er bibeholdt med jungle.
Det største problem for bevarelsen af Angkor er tyveri af statuer, udskæringer og andet fra det enorme område som templerne dækker.
Områdets center er Angkor Thom, som var den egentlige by og er omgærdet af en bymur og en voldgrav. De mest kendte bygninger er templerne Angkor Wat syd for Angkor Thom og Bayon inde i byen. Rundt om Angkor findes store damme og rester af et kanalsystem hvilket var en forudsætning for rigets magt, da det muliggjorde bedre og flere rismarker.

Angkor kom med på UNESCO's verdensarvsliste i 1992.

## Trivia
- Filmen Tomb Raider indeholder scener filmet her.